# 야마시타 나나미
야마시타 나나미(일본어: 山下七海, 1995년 7월 19일~)는 일본 81 프로듀스 소속의 여성 성우이다. 도쿠시마현 출신이다.